# Miejska Biblioteka Publiczna w Porębie
Miejska Biblioteka Publiczna w Porębie – biblioteka, działająca na obszarze miasta Poręba i posiadająca jedną filię biblioteczną znajdującą się przy ul. Kopernika 76. Centralną siedzibą Miejskiej Biblioteki Publicznej w Porębie jest budynek MOK znajdujący się przy ulicy Mickiewicza 2. Celem działalności biblioteki jest zaspokajanie i rozwijanie potrzeb czytelniczych społeczeństwa, wspomaganie edukacji i wychowania oraz upowszechnianie wiedzy i informacji.

## Historia
Pierwszą wypożyczalnią książek w Porębie była Książnica w Porębie Towarzystwa Akcyjnego „Poręba”. Książnica działała do wybuchu II wojny światowej.
4 grudnia 1947 roku otwarto „Świetlicę kulturalną”, w której działała także biblioteka. Kolejną siedzibą biblioteki był budynek tzw. „Kasyna”, który znajdował się przy obecnej ul. Przemysłowej. W lipcu 1957 roku rozpoczął działalność nowo wybudowany Dom Kultury, do którego została przeniesiona biblioteka mająca wówczas status Biblioteki Związkowej FUM „Poręba”. Na bazie tej placówki w październiku 1983 roku powstała Miejska Biblioteka Publiczna w Porębie.
1 czerwca 1993 roku Miejska Biblioteka Publiczna weszła w strukturę organizacyjną Miejskiego Ośrodka Kultury w Porębie i po dziewięciu latach Uchwałą Rady Miasta z dnia 31.01.2002 roku wydzielono ją wraz z filią ze struktury organizacyjnej MOK.
Obecnie Miejska Biblioteka Publiczna w Porębie nadal mieści się w budynku Miejskiego Ośrodka Kultury przy ul. Mickiewicza 2. Biblioteka posiada jedną filię, która znajduje się przy ul. Kopernika 76.
W 2012 roku Biblioteka zakupiła program biblioteczny SOWA, a także został uruchomiony katalog on-line, do którego link znajduje się na stronie internetowej Biblioteki. W 2015 roku uruchomiono na stronie biblioteki dodatkowe usługi dla użytkowników      korzystających z zasobów informacyjnych. W katalogu Miejskiej Biblioteki Publicznej zaimplementowano protokół WebAPI, dający możliwość współpracy katalogu on-line z różnymi aplikacjami, które wykorzystują współczesne bazy danych udostępnione w sieci. Technologię tę stosuje internetowa biblioteka "Wolne Lektury".

## Działalność
Zakres działań Miejskiej Biblioteki Publicznej w Porębie to:
- gromadzenie i opracowywanie materiałów bibliotecznych

- udostępnianie i wypożyczanie zbiorów bibliotecznych
- prowadzenie działalności informacyjnej
- popularyzacja książki i czytelnictwa
- współdziałanie z innymi instytucjami kultury, organizacjami i stowarzyszeniami społecznymi w rozwijaniu i zaspokajaniu potrzeb oświatowych i kulturalnych społeczeństwa
- doskonalenie form i metod pracy bibliotecznej